# Rubus poliodes
Rubus poliodes är en rosväxtart som beskrevs av W. C. R. Watson apud Sell och Walters. Rubus poliodes ingår i släktet rubusar, och familjen rosväxter. Inga underarter finns listade i Catalogue of Life.